# 15分圏都市

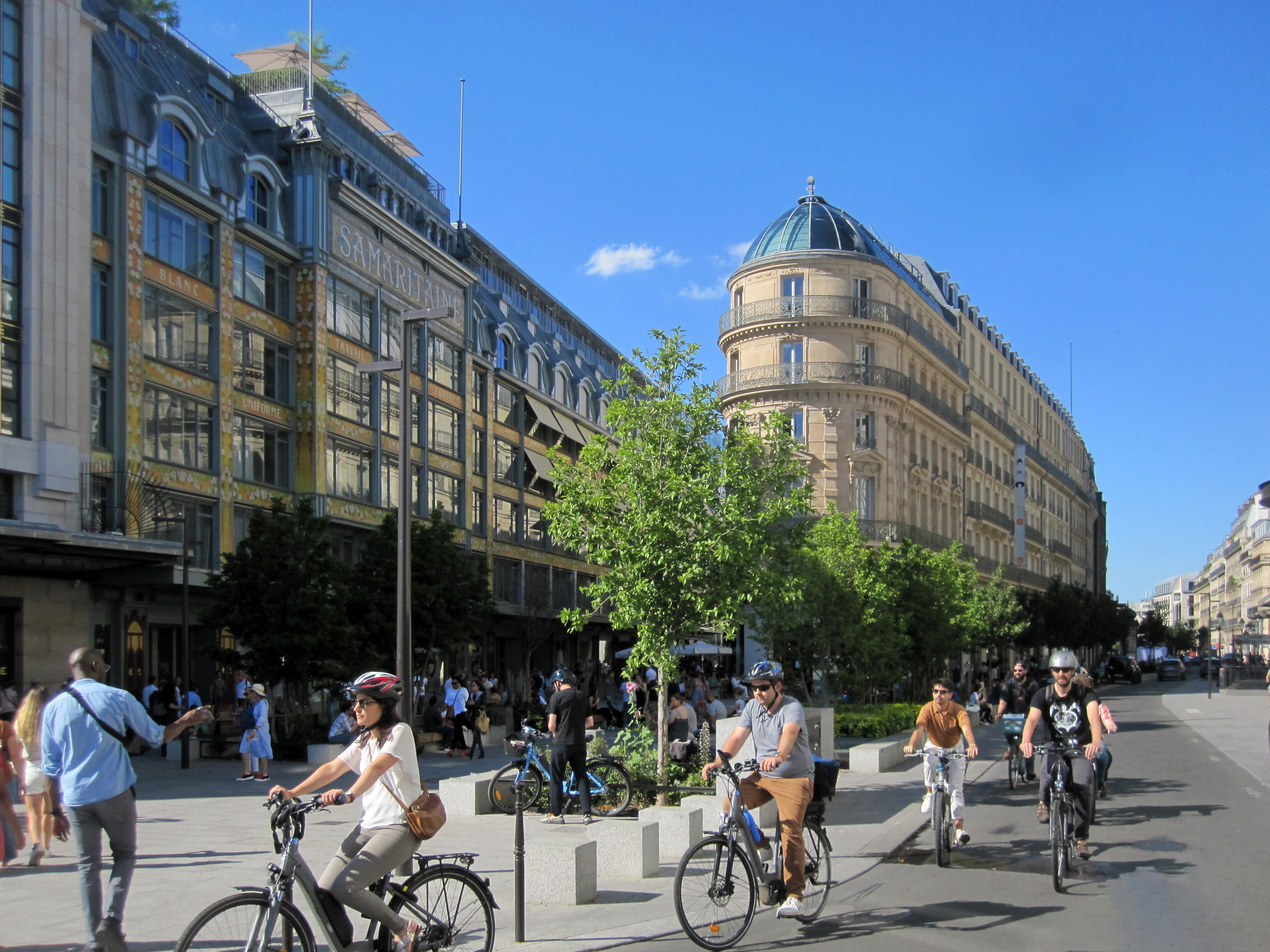
フランス・パリでの歩行者と自転車の様子。15分圏都市の概念は、パリ市長アンヌ・イダルゴによって推進された

15分圏都市（じゅうごふんけんとし、英語: 15-minute city、略称: FMCまたは15mC）は、都市計画の概念であり、住民が日常生活に必要なサービス（仕事、買い物、教育、医療、レジャーなど）を自宅から15分以内の徒歩、自転車、または公共交通機関でアクセスできるようにすることを目指す。 このアプローチは、自動車への依存を減らし、健康的で持続可能な生活を促進し、都市住民の幸福感や生活の質を向上させることを目的としている。

## 概要
15分圏都市の実現には、交通計画、都市デザイン、政策立案など多分野にわたるアプローチが必要であり、公共空間の整備、歩行者優先の街路、複合用途開発が求められる。ライフスタイルの変化として、リモートワークの普及が通勤の必要性を減らし、情報通信技術の進展がこれを支えている。この概念は「地域密着型の生活への回帰」とも形容される。
在宅勤務や近隣での仕事が増えることで、大規模な中央オフィスの需要が減少し、住宅地内の柔軟なコワーキングスペースの必要性が高まる。15分圏都市は、ワークライフバランスを促進し、長時間の通勤を減らす分散型ワークスペースのネットワークを提案する。

## 歴史

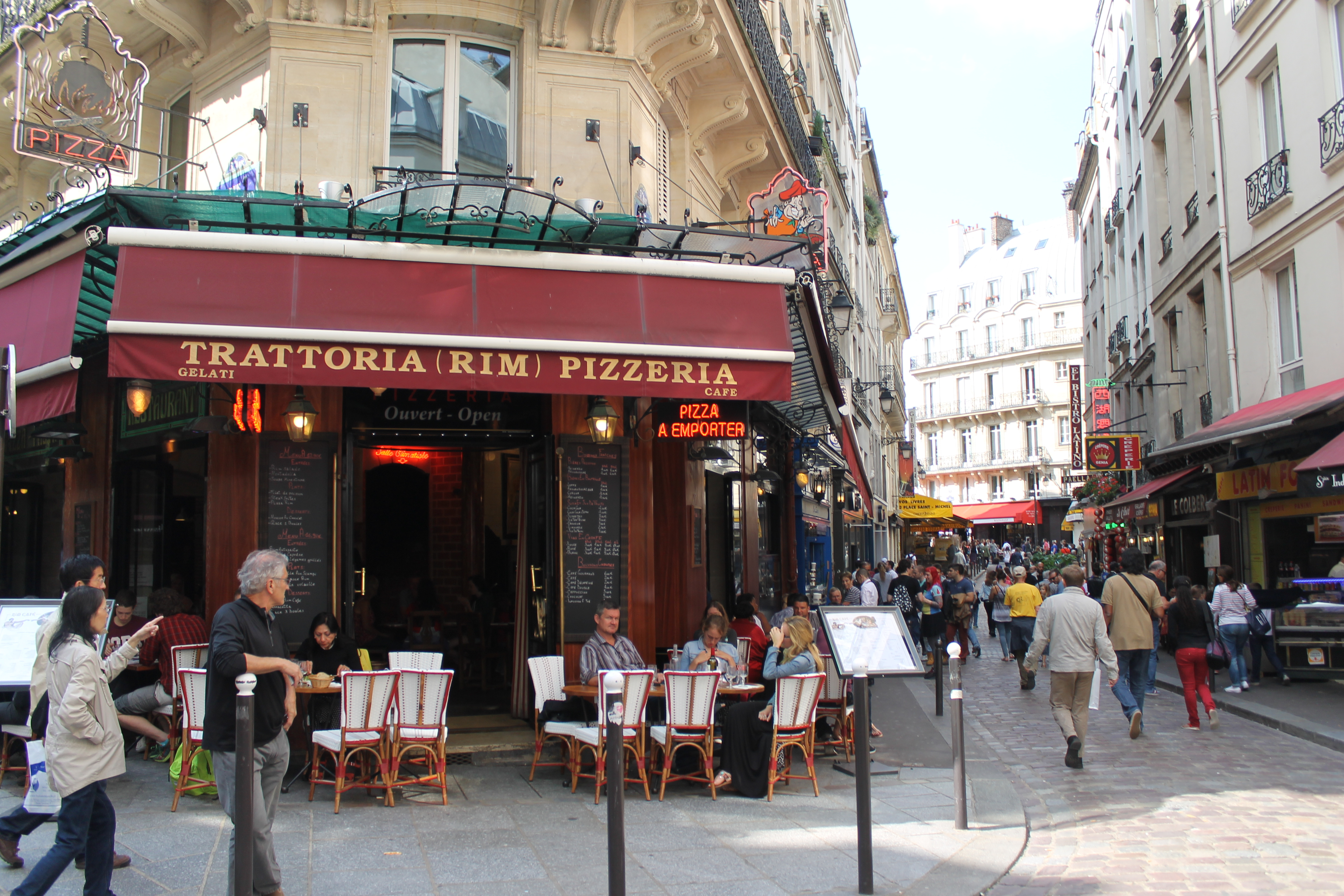
パリのような都市は、さまざまな施設が徒歩圏内にあることから、15分圏都市のモデルに影響を与えた。

15分圏都市の概念は、自動車や街路網が普及する以前の歩行者中心の都市計画に由来する。近年では、新都市主義や交通指向型開発、ウォーカビリティを重視する提案に根ざしている。このモデルは、5分圏内の近隣からなる「完全なコミュニティ」や「歩行可能な近隣」として構成されることが提案されている。
パリ市長アンヌ・イダルゴが2020年の再選キャンペーンで15分圏都市の導入を掲げたことで、この概念は世界的に注目を集めた。その後、多くの都市が同様の目標を採用し、研究者は15分モデルを空間分析ツールとして活用し、都市のアクセシビリティを評価している。

## 研究モデル

### モレノの15分圏都市
都市計画家カルロス・モレノは、2016年に15分圏都市の概念を提唱し、住民が住居から15分以内に6つの基本機能（生活、仕事、商業、医療、教育、エンターテインメント）にアクセスできるようにすることを目指した。このモデルは、密度、近接性、多様性、デジタル化の4つの要素で構成される。

### ダッチの1マイルシティ
2013年、ルカ・ダッチ（イタリア・トリノ工科大学准教授）は、徒歩15～30分または自転車15分以内に自然エリア、職場、店舗、施設にアクセス可能な「1マイルグリーンシティ」または「イソベネフィット都市主義」を提案した。

### ウェンの15分歩行可能近隣
2019年、ウェンらは上海を事例に、非感染性疾患の予防に焦点を当てた15分歩行可能近隣を提案。農村部では歩行可能性が低く、子供の割合が高い地域でアクセシビリティが低いことを発見した。

### スウェーデンの1分シティ
2019年、スウェーデンのイノベーション庁Vinnovaが主導する「ストリート・ムーブス」プロジェクトで、ストックホルムなど7都市が「1分シティ」を試行。15分圏都市の枠組み内で、住民参加型の都市づくりに焦点を当てた。

### SONY CSL - Romaの研究
ソニーコンピュータサイエンス研究所ローマ（SONY CSL - Roma）は、データ駆動型都市計画を通じて15分圏都市のアクセシビリティを分析。2023年の研究では、都市の近接性を定量化し、住民の移動時間とサービスへのアクセスを最適化するモデルを提案した。この研究は、都市の社会的・経済的格差を軽減し、持続可能な都市設計を支援するデータ分析に焦点を当てている。

## 実装例

### アジア
- シンガポール：2019年の国土交通計画で、2040年までに「20分タウン」と「45分シティ」を目指す[14]。
- 中国：上海の2016年マスタープランで「15分コミュニティ生活圏」を導入。雄安新区も同様の概念で開発中[15]。
- 日本：日本の都市では、15分圏都市の概念が「コンパクトシティ」や「職住近接」として部分的に取り入れられている。例として、横浜市の「都心臨海部再生計画」や東京都の「多核連携型都市構造」が関連するが、明確な「15分圏都市」の実装例は少ない。

### ヨーロッパ
- パリ：アンヌ・イダルゴ市長が2020年より導入。学校の遊び場を公園化し、バスティーユ広場に自転車レーンや緑地を整備[7]。
- ユトレヒト：住民の100%が15分以内に自転車で必要な施設にアクセス可能。2040年までにさらに改善予定[16]。

### 北米
- ポートランド：2012年に「完全な近隣」計画を策定。健康的な食料供給やコミュニティ主導の開発を重視[2]。

## 社会的影響
15分圏都市は、ウォーカビリティやアクセシビリティを強調することで、女性、子供、障害者、高齢者など、従来の都市計画で疎外されてきたグループのニーズに応える。 緑地のアクセス拡大は、都市の生物多様性を高め、住民の健康や幸福感を向上させる。

## 限界
- 既存の都市構造では、土地利用パターンの変更が難しい。
- 低密度地域や都市スプロール地域では実装が困難。
- ジェントリフィケーションや低所得者の周辺地域への移動を引き起こす可能性[2]。